# Music Construction Set
Music Construction Set est un logiciel de composition musicale créé par Will Harvey et publié par Electronic Arts en 1984 sur Apple II avant d’être porté sur Atari 8-bit, Atari ST, Commodore 64 et IBM PC. Le logiciel permet de créer des compositions musicales par l’intermédiaire d’une interface graphique. L’utilisateur peut ainsi cliquer et glisser des notes sur la partition, écouter sa composition sur l’ordinateur et imprimer les partitions,,,. Une version améliorée du programme est également publié en 1986 sous le titre Deluxe Music Construction Set.
Music Construction Set est le premier titre d'Electronic Arts à dépasser le million d'exemplaires vendus.